# Gobseck (film, 1987)
Pour les articles homonymes, voir Gobseck (homonymie).

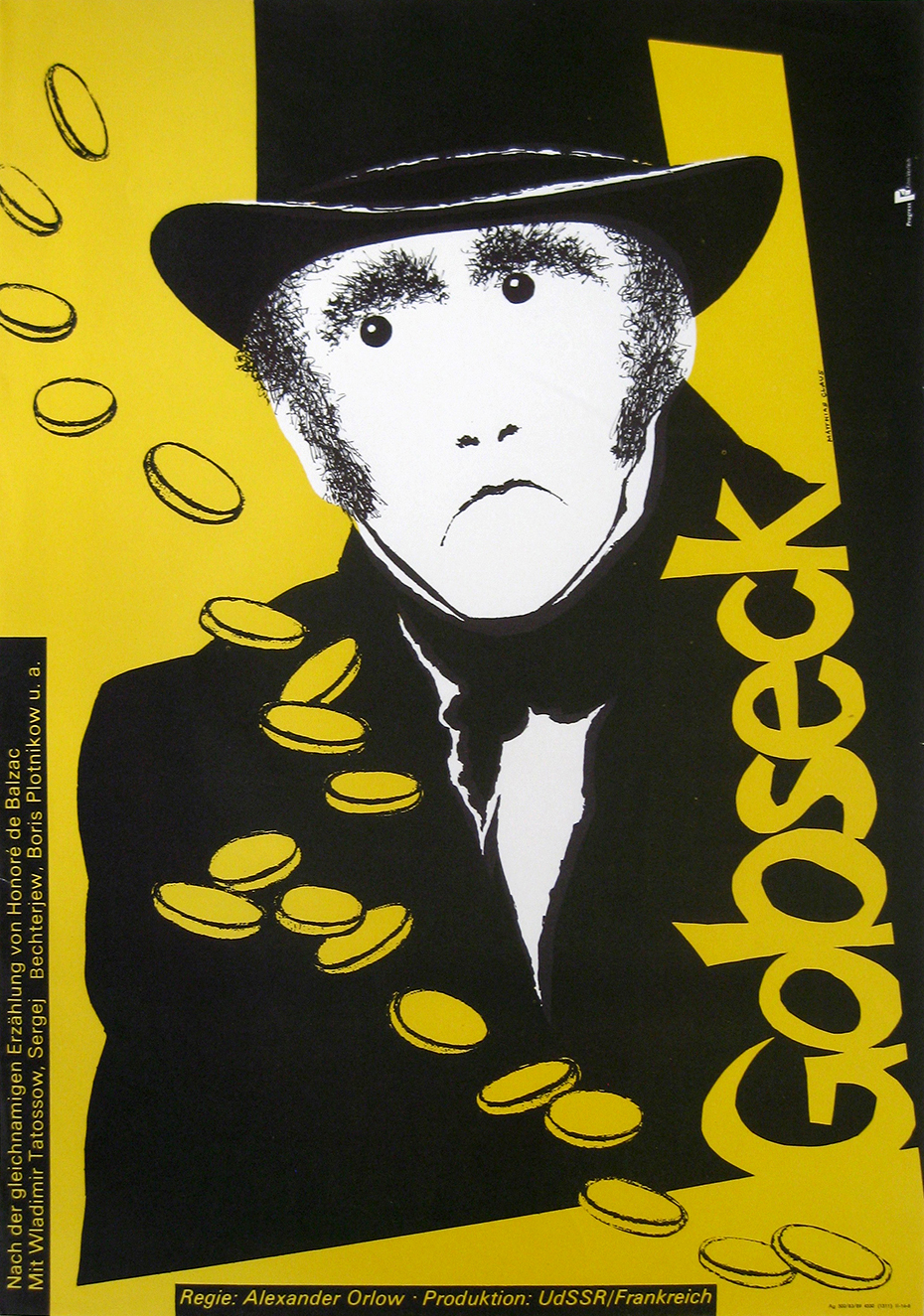

Gobseck (en russe : Гобсек) est un film soviétique de 1987 d'Alexandre Orlov (ru), remake du film Gobseck de Konstantin Eggert, d'après l'œuvre Gobseck d'Honoré de Balzac.

## Synopsis
Voir Gobseck.

## Fiche technique
- Réalisation : Alexandre Orlov (ru)
- Scénario : Gueorgui Kapralov (ru) et Alexandre Orlov d'après l'œuvre Gobseck d'Honoré de Balzac
- Photographie : Valentin Belonogov
- Directeur artistique : Stanislav Boulgakov
- Compositeur : Edouard Artemiev
- Costumes : Natalia Kraïevskaïa
- Maquillage : Mykola Ponomarenko
- Son : Evelina Gaspas
- Caméra : Ivan Kistruga
- Casting : Semion Golodkeïer
- Producteur exécutif : Teodor Matveev
- Production : Moldova-Film (en), Sovinfilm, Intra Media, Cosmos Film
- Genre : drame
- Durée : 101 minutes
- Sortie : 1987

## Distribution
- Vladimir Tatossov : Jean-Esther van Gobseck
- Serguei Bekhterev (ru) : maître Derville
- Boris Plotnikov : comte de Restaud
- Alla Boudnitskaïa (ru) : Anastasie de Restaud
- Igor Kostolevsky : Maxime de Trailles
- Constantin Bogomolov (ru) : Ernest de Restaud
- Gueorgui Teikh (ru) : invalide
- Zarifa Britaeva : servante
- Efim Lazarev : Maurice
- Galina Rochka : femme de chambre